# Еремеевка (Северо-Казахстанская область)
Еремеевка (каз. Еремеевка) — село в районе Магжана Жумабаева Северо-Казахстанской области Казахстана. Входит в состав Надеждинского сельского округа. Код КАТО — 593663400.

## Население
В 1999 году население села составляло 270 человек (122 мужчины и 148 женщин). По данным переписи 2009 года, в селе проживало 218 человек (113 мужчин и 105 женщин).